# Virtuous Pedophiles
Virtuous Pedophiles (Pedófilos virtuosos) é um grupo de apoio criado na internet em 2012 para pessoas que reconhecem se sentirem emocionalmente e sexualmente atraídas por crianças. Os seus membros partilham a crença de que as relações sexuais entre adultos e crianças são inadequadas. Eles se apoiam mutuamente na tentativa de levar uma vida normal sem se envolverem em relações sexuais com crianças e tentam ajudar outros pedófilos a fazerem o mesmo. O grupo trabalha também para mitigar o estigma social que envolve os pedófilos. Um dos seus dois fundadores utiliza o pseudónimo Ethan Edwards e não revela a sua verdadeira identidade.
O grupo tem recebido apoio de vários expertos em sexualidade humana, como Jesse Bering e James Cantor, que opina que as suas políticas e crenças são potencialmente benéficas e podem ajudar a previr o abuso sexual de crianças.